# こうのとりスタジアム
こうのとりスタジアムは、兵庫県豊岡市にある豊岡市立スポーツ施設のうち豊岡総合スポーツセンター内にある野球場。

## 概要
同市は日本で最後の野生コウノトリの生息地として知られ、人と自然が共生する地域社会を目指す取り組みが行われており、コウノトリとの係わりが深い理由から「こうのとりスタジアム」と名づけられた。
開場以来、主に少年野球や高校野球などアマチュア野球の公式戦が行われており、全国高等学校野球選手権兵庫大会では試合会場の1つとして使用されている。社会人野球では、2013年にNOMOベースボールクラブが大阪府堺市から兵庫県豊岡市に拠点を移し、当球場を本拠地球場として使用している。
現在NPBの試合は開催されていないが、以前はオリックス・バファローズ (ファーム)の主催試合や関西独立リーグ (初代)・明石レッドソルジャーズの主催試合が年に1回程度行われていた。2022年には、関西独立リーグ (2代目)の兵庫ブレイバーズが公式戦1試合の開催を計画し、実際に開催された。2023年にも1試合が開催された。しかし、2024年は当初より試合が設定されなかった。2025年は引き続き兵庫の主催試合はないが、同じリーグの姫路イーグレッターズが兵庫との間でホームゲーム1試合を設定し、実際に開催された。
なお、スタジアム入口にはAED（自動体外式除細動器）が設置されている。（2009年11月27日現在）豊岡総合スポーツセンターには同施設のほかに陸上競技場（総合市民グラウンド）とテニスコートを備えている。
2016年4月、改修工事が終了し、内外野共に人工芝化された。

## 施設概要
- グラウンド面積：12,783m2
- 両翼：90 m 中堅：120 m
- 内野：人工芝＋混合土、外野：人工芝（2016年4月～）
  - 2015年までは内野：土、外野：天然芝だった。
- 収容人員：3,000人（メインスタンド[ベンチ席]：900人、一・三塁側スタンド[一塁側：芝生席、三塁側：石段席]：800人、外野スタンド[芝生席]：1,300人）
- 照明：あり
- スコアボード：LED式電光掲示板（2代目[2011年4月 - ]。3色表示、ボールカウントはBSO表示）
  - 初代は得点表示が磁気反転式、ポジション表示、選手名表示及び審判名表示がパネル式、ボールカウントはSBO表示だった。（2010年まで）

## 利用情報
- 開場 - 6時 - 21時30分（2010年3月時点）
- 休場 - 毎週火曜日及び12月1日 - 2月末日
- 駐車場 - 普通車300台

## 所在地
- 〒668-0065 兵庫県豊岡市戸牧368-3（豊岡総合スポーツセンター内）

## 交通アクセス
- JR西日本 山陰本線 豊岡駅下車、徒歩15分（1.3km）

## 周辺情報
- 大岡学園高等専修学校
- 兵庫県立但馬文教府
- 近畿大学豊岡短期大学
- 近畿大学附属豊岡高等学校・中学校
- 豊岡カトリック教会